# Sinnai
Sìnnai (Sìnnia in sardo) è un comune italiano di 17 409 abitanti della città metropolitana di Cagliari in Sardegna.

## Geografia fisica

### Territorio
Sinnai sorge ai piedi del Monte Serpeddì, a circa 133 m s.l.m., nella piana del Campidano di Cagliari, a circa 13 km dal capoluogo.

### Clima
Sinnai gode di un clima mediterraneo (più precisamente bioclima termomediterraneo).

## Origini del nome
Il toponimo non ha origine chiara ed è verosimilmente prelatino; nel 1341 è citato come "de Sinnay".
È stata avanzata l'ipotesi che Sinnai/Sìnnia possa essere accostato al protosardo sinníga fitonimo indicante sparto o carice.

## Storia

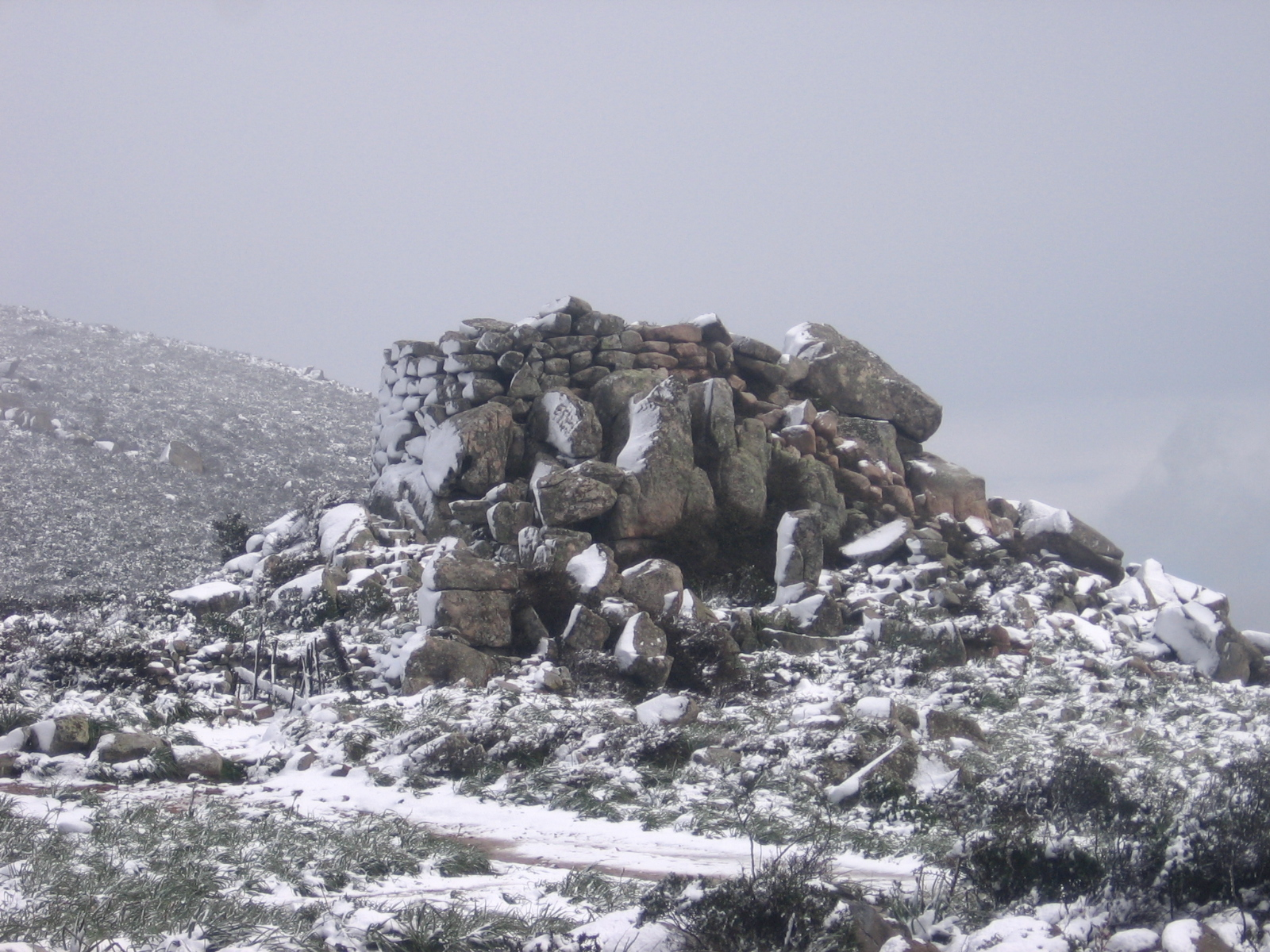
Nuraghe Sa Fraigada

Il territorio di Sinnai è abitato dall'uomo sin dal Neolitico. In periodo nuragico, nell'età del bronzo, vennero eretti numerosi nuraghi (se ne contano 56 circa) e vari villaggi.
Nel Medioevo, dopo la dominazione bizantina, Sinnai fece parte del giudicato di Cagliari, nella curatoria del Campidano di Càlari, detta anche di Civita. Nel XII secolo giunsero i monaci benedettini e camaldolesi a cui si deve un certo avanzamento culturale, tra cui l'introduzione di nuove tecniche agricole. Sinnai viene citata per la prima volta in un documento in lingua volgare campidanese (Prima Carta cagliaritana) databile al 1089 in cui il giudice di Cagliari Costantino I Salusio II cedeva alcuni terreni ai monaci vittorini provenzali dell'Abbazia di San Vittore di Marsiglia. Dopo i fatti del 1258 (caduta di Santa Igia) passò sotto il controllo di Pisa.
A seguito della conquista aragonese del XIV secolo, Sinnai entrò a far parte del Regno di Sardegna intorno al 1324 e venne data in feudo a Berengario Carroz e a sua moglie Teresa Gombau de Entenza a patto che con i redditi del feudo venisse restaurato il castello di San Michele nei pressi di Cagliari. Il paese visse un lungo periodo di decadenza per via dello spopolamento, delle alte tassazioni e delle epidemie di peste.

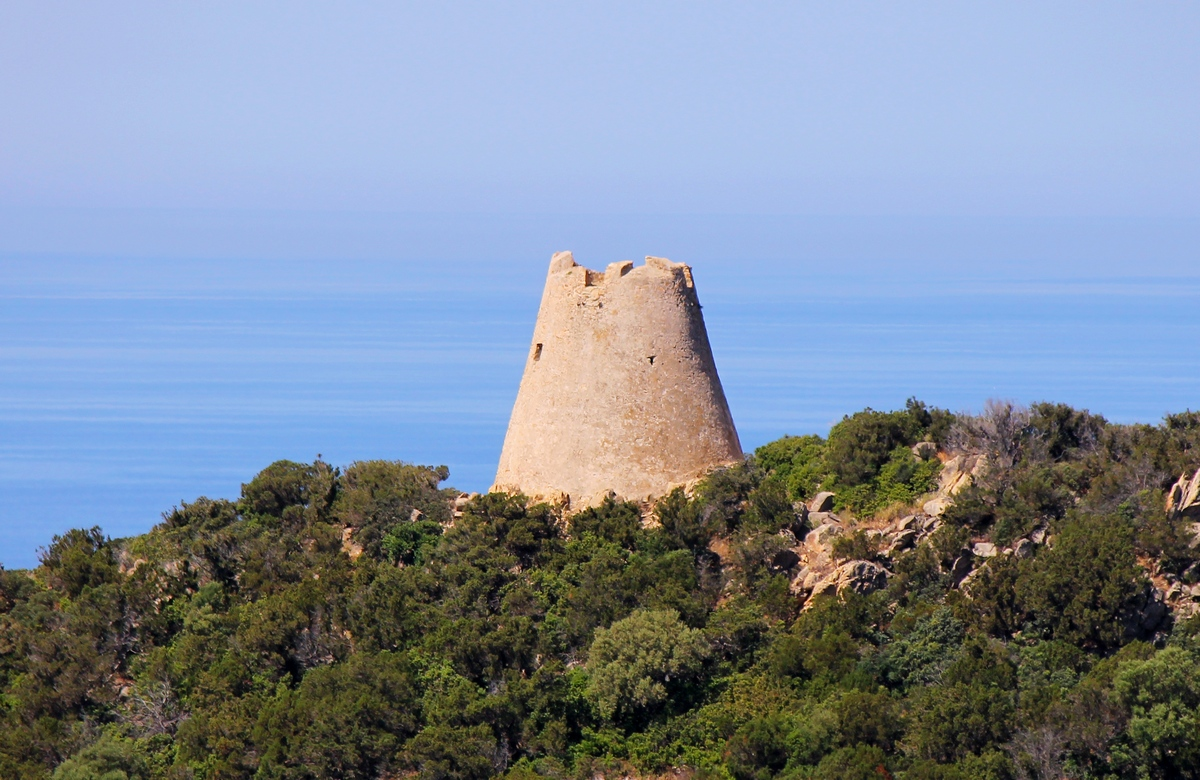
Torre costiera di Capo Boi, XVI secolo

Il paese venne incorporato nella contea di Quirra, creata nel 1363 dal re d'Aragona Pietro IV e data in feudo ai Carroz. Nel 1603 il feudo fu trasformato in marchesato, ereditato prima dai Centelles e poi dagli Osorio de la Cueva; a questi ultimi fu riscattato nel 1839 con la fine del sistema feudale, per cui divenne un comune amministrato da un sindaco e da un consiglio comunale.
Nel 1796 diede i natali a Luigi Amat di San Filippo e Sorso, uno dei pochi cardinali sardi, figura di spicco dello Stato della Chiesa e della Santa Sede durante il Risorgimento. Al cardinale Amat è dedicata la scuola media del paese.
Il 1º marzo 1915 fu costituito il 151º Reggimento fanteria "Sassari" nel quartiere di Sant'Isidoro.
Il 26 gennaio 1953 si verificò l'incidente aereo di Sinnai, nel quale persero la vita 19 persone.
L'8 gennaio 1991 si verificò la strage di Sinnai, in cui vennero assassinati tre pastori. Per 33 anni fu ritenuto colpevole e incarcerato un altro allevatore della zona, Beniamino Zuncheddu, il quale però il 26 gennaio 2024 è stato definitivamente assolto e rilasciato, lasciando il caso senza colpevoli e facendolo diventare uno dei più gravi errori giudiziari mai commessi in Italia; quella di Zuncheddu è stata la più lunga detenzione di una persona innocente della storia italiana.

### Simboli
Lo stemma e il gonfalone del comune di Sinnai sono stati concessi con decreto del presidente della Repubblica del 10 dicembre 1964.
Il gonfalone è costituito da un drappo di azzurro.
Le due torri rappresentano le ville di Sinnai e di Segossini. La fontana e il ramo d'ulivo ricordano l'antica piazzetta detta "Funtana 'e olia". Le sette cime del monte rappresentano il massiccio dei Sette Fratelli.

## Monumenti e luoghi d'interesse

### Architetture religiose

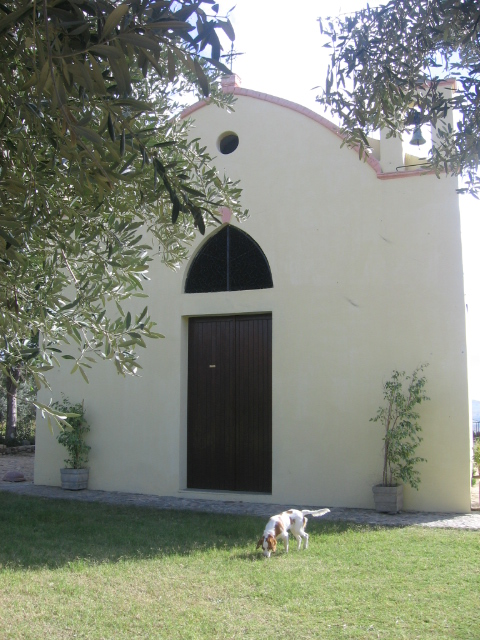
Chiesa di Santa Barbara, nella quale è custodito un retablo del pittore e scultore sardo Giovanni Angelo Puxeddu.
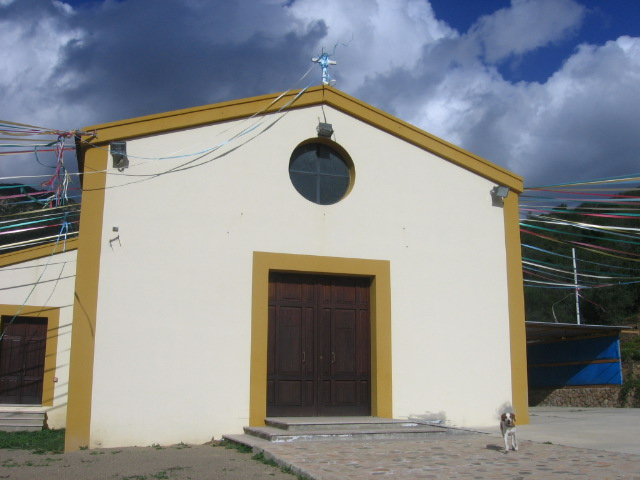
Chiesa di Sant'Isidoro
- Chiesa di Santa Vittoria
- Chiesa di San Bartolomeo
- Chiesa di Sant'Elena
- Chiesa dei Santi Cosma e Damiano

- Chiesa di Sant'Elena
- Chiesa di San Bartolomeo

### Luoghi di interesse naturalistico

#### La pineta
In prossimità dell'abitato è presente ormai da più di un secolo la foresta di Campidano, meglio nota come la Pineta di Sinnai (in sardo sa Pimpinera), un suggestivo polmone verde costituito da conifereti impiantati artificialmente che si estende per 1600 ha nel territorio di quattro comuni (oltre Sinnai anche Settimo San Pietro, Dolianova e Soleminis) intorno al rilievo collinare di Bruncu Mògumu dove è stato scoperto ultimamente un importante sito archeologico (resti di un tempietto nuragico di epoca protostorica e varie tracce di presenza fenicia del VII secolo a.C.). La pineta, data la sua estrema vicinanza con l'abitato, è da sempre un rinomato luogo di passeggiate, di escursioni e di svago non solo per i cittadini sinnaesi ma anche per tutti gli abitanti dell'hinterland cagliaritano. La superficie della pineta si è ultimamente ridotta, nel 1997, a causa di un incendio che bruciò oltre 600 ha di bosco.

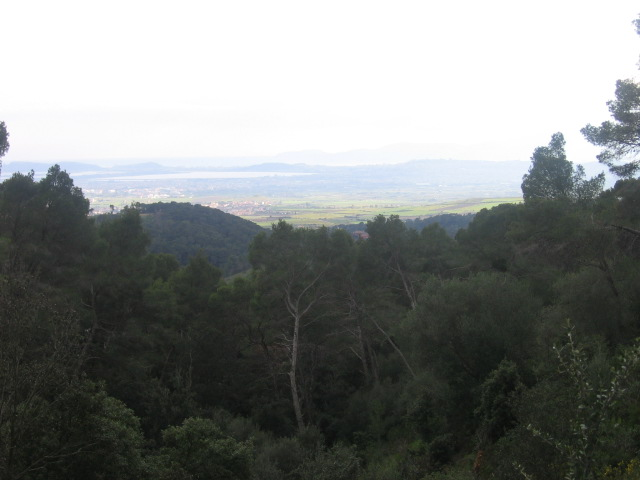
Cagliari vista dalla Pineta
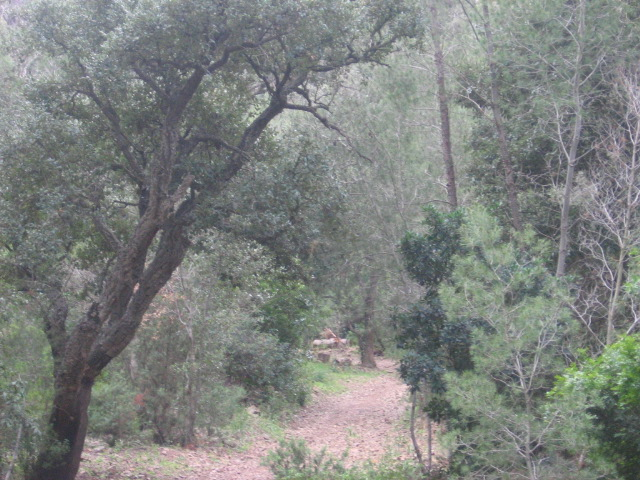
Uno dei numerosi sentieri della Pineta

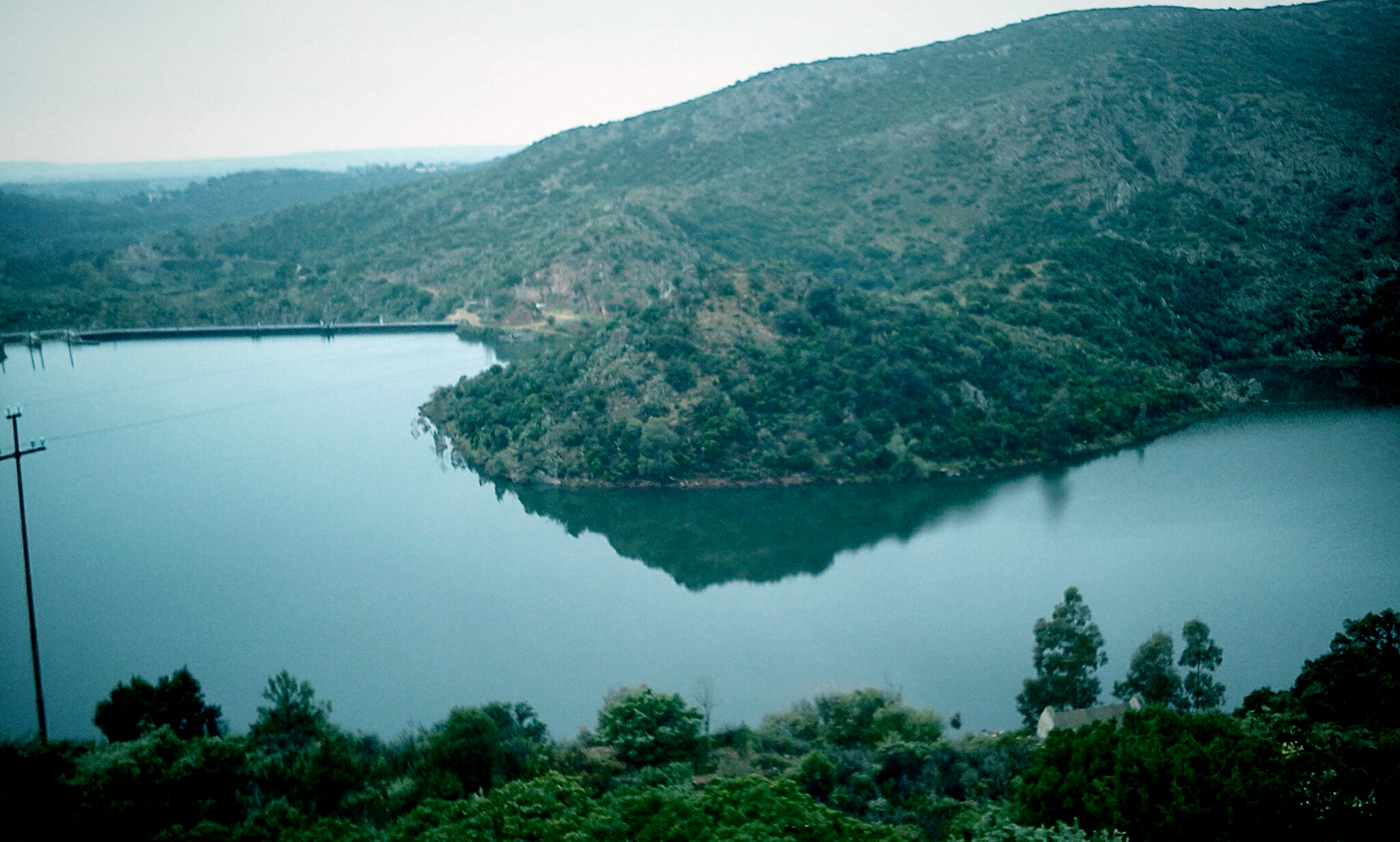
Bacino di Corongiu

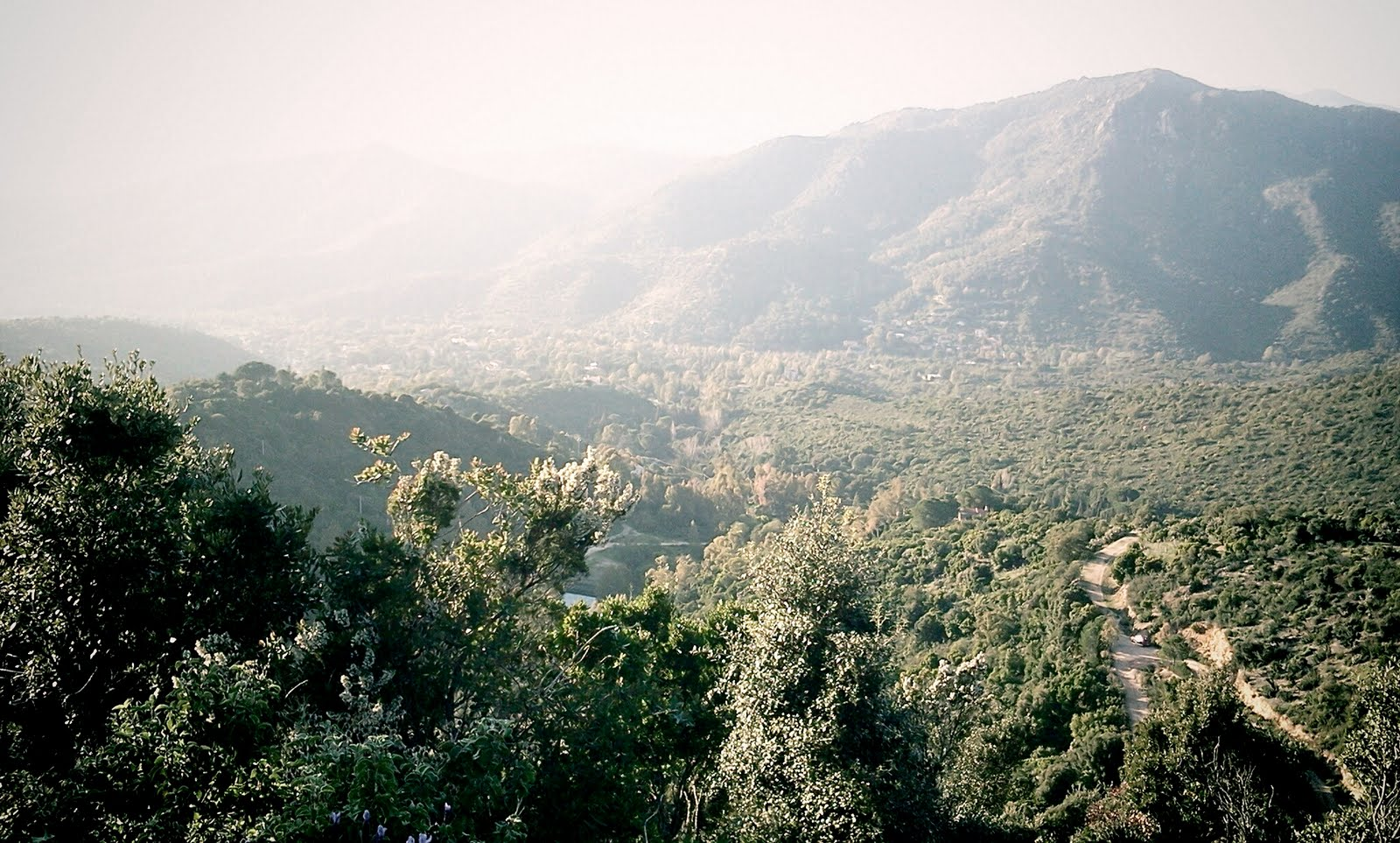
Villaggio delle Mimose

## Società

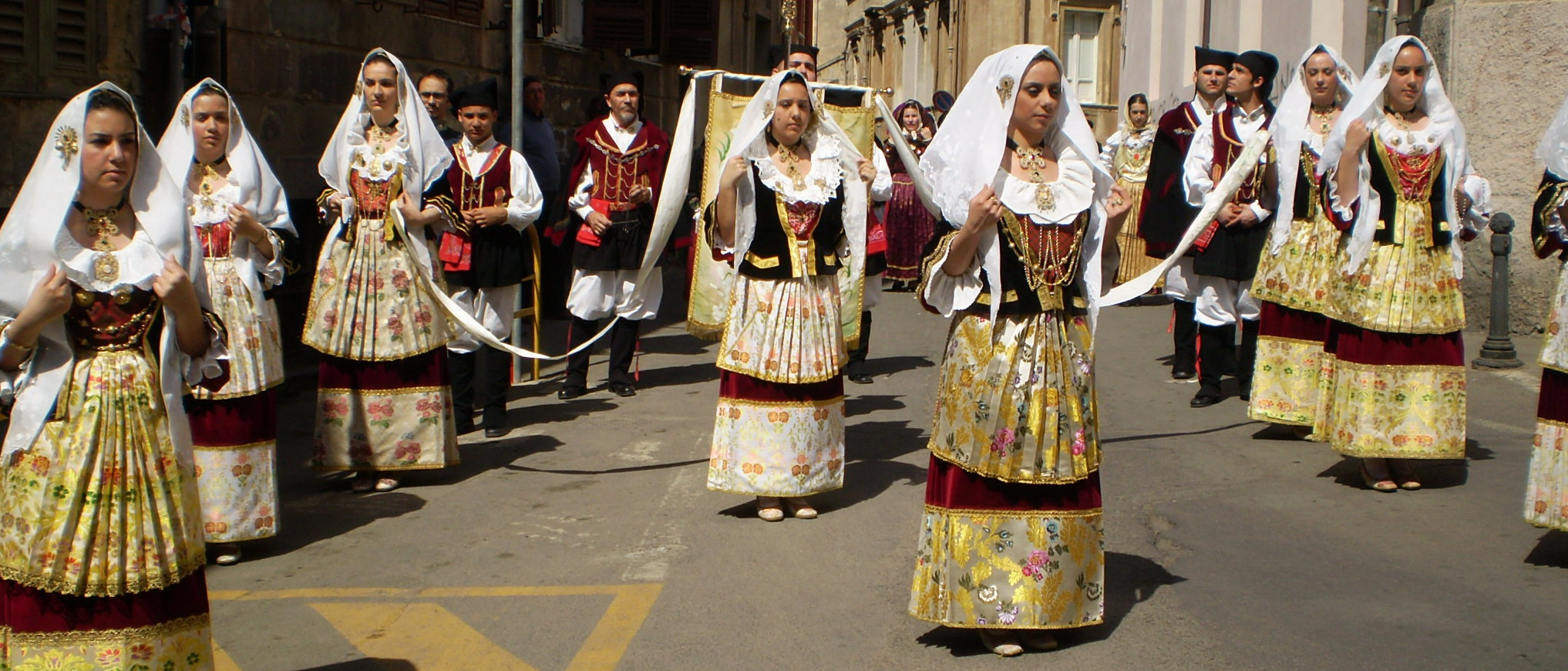
Abiti tradizionali di Sinnai

### Evoluzione demografica
Sinnai presenta una forte crescita demografica a partire dagli anni cinquanta. La popolazione residente passa dai 6736 abitanti del 1951 ai 16730 del 2011, per cui, in questo periodo di tempo, relativamente breve per quanto riguarda gli avvenimenti della storia, essa risulta essere più che raddoppiata.
Abitanti censiti

### Etnie e minoranze straniere
Al 31 dicembre 2019 a Sinnai risultano residenti 347 cittadini stranieri, pari al 2% circa della popolazione totale. Le nazionalità più rappresentate sono:
| Nazionalità | Residenti |
| ----------- | --------- |
| Nigeria     | 46        |
| Romania     | 30        |
| Marocco     | 26        |

### Lingue e dialetti
La variante del sardo parlata a Sinnai è il campidanese comune.

## Geografia antropica

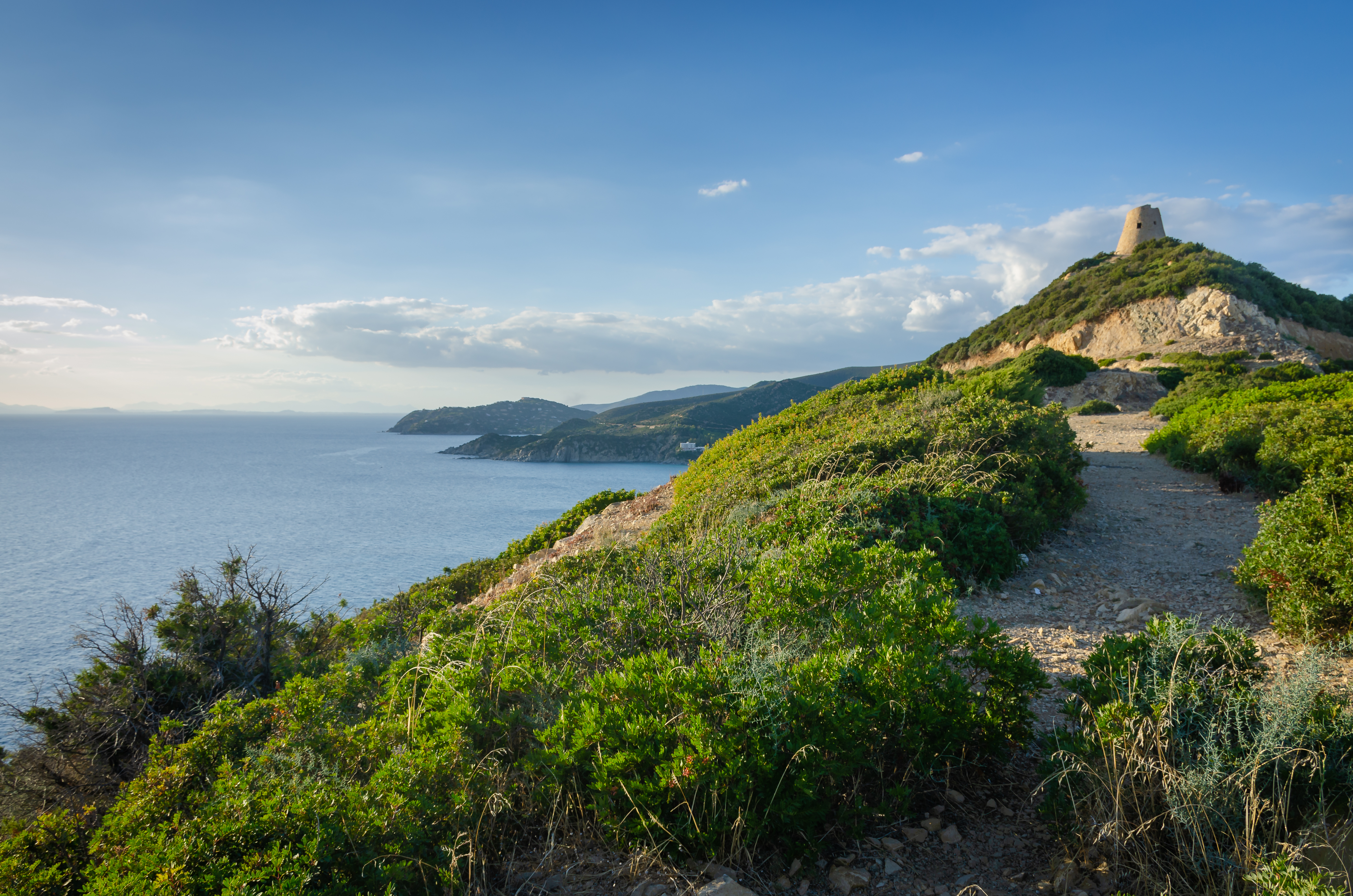
Capo Boi

Il territorio comunale comprende anche l'isola amministrativa di Solanas, avente una superficie di 26,70 km².

## Economia
La composizione settoriale della popolazione attiva e la sua modificazione temporale ci permettono di notare come il paese, caratterizzato da un'assoluta prevalenza agricola nel 1951, si presenti nel 2001 con una quota irrisoria degli occupati in questo settore, che durante questo lasso di tempo perde quasi tutti i suoi addetti con un calo particolarmente vistoso verificatosi negli anni sessanta.
Contemporaneamente a questo processo, notiamo inoltre che il settore terziario è nel 2001 in assoluto quello prevalente, e assorbe addirittura quasi il 70% del totale degli attivi. Discorso diverso per l'industria, che ha avuto un periodo di particolare vitalità in un periodo compreso tra gli anni sessanta (quando è stata il settore di attività che offriva le maggiori possibilità di occupazione per i sinnaesi) e l'inizio degli anni ottanta, poi in seguito è andata incontro anch'essa a un vistoso calo. L'industria però si è manifestata a Sinnai essenzialmente attraverso quella di tipo edile, delle costruzioni, che ha sempre avuto un peso nettamente più rilevante rispetto agli altri settori dell'industria. Questo è vero soprattutto nel periodo intorno agli anni sessanta quando la necessità di nuove case e edifici, sia nel territorio comunale sia nel capoluogo e nell'hinterland in generale, dovuta alla globale e imponente espansione urbanistica di tutta l'area metropolitana di Cagliari, ha reso floride queste attività.

### Agricoltura

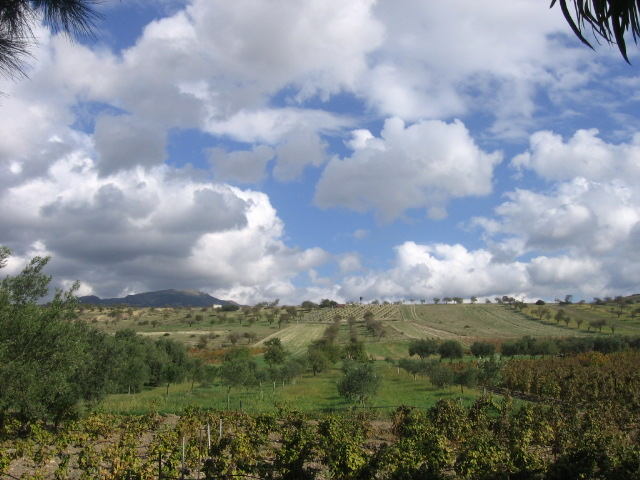
Scorcio della campagna di Sinnai

L'agricoltura è una delle attività economiche tradizionali del comune. La superficie agricola aziendale totale del territorio di Sinnai è all'anno 2000 di poco superiore ai 9000 ha, con un decremento rispetto al 1961 di ben 62 punti percentuali. A fine 2000, nel territorio risultano presenti 427 aziende agricole, contro le 779 unità del 1961: una riduzione quindi delle unità produttive di circa il 45%, fenomeno questo accentuato particolarmente nell'ultimo decennio e andato di pari passo con il decremento della superficie agricola.
Le coltivazioni più praticate nel comune sono la viticoltura, la mandorlicoltura e l'olivicoltura.

### Allevamento
A Sinnai sono molto diffuse le pratiche pastorali estensive, riguardanti particolarmente l'allevamento ovino, conseguenti alla produttività molto bassa del territorio prevalentemente montagnoso. Questo carattere pastorale è legato anche alla grande estensione del comune, che in passato rendeva possibile, in regime comunitario delle terre, di condurre liberamente nei pascoli comunali le pecore così come i maiali che si nutrivano di ghiande di leccio nelle foreste dell'interno.

## Amministrazione

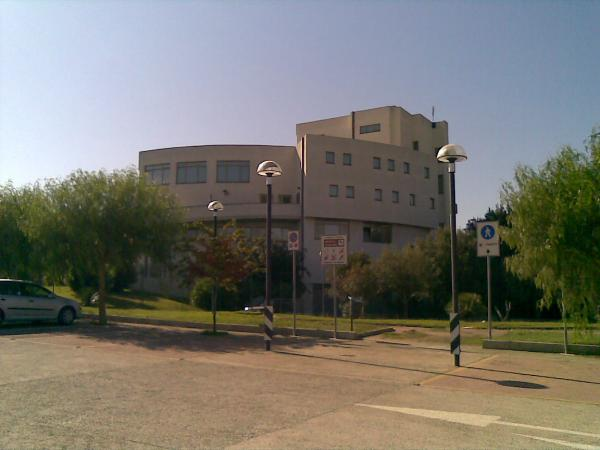
Municipio

| Periodo          | Periodo          | Primo cittadino        | Partito | Carica      | Note                                               |
| ---------------- | ---------------- | ---------------------- | --- | ----------- | -------------------------------------------------- |
| 6 giugno 1993    | 27 aprile 1997   | Tarcisio Anedda        | lista civica | Sindaco     | [ 21 ]                                             |
| 27 aprile 1997   | 13 maggio 2001   | Tarcisio Anedda        | liste civiche di centro-sinistra | Sindaco     | [ 22 ]                                             |
| 13 maggio 2001   | 28 maggio 2006   | Sandro Serreli         | lista civica | Sindaco     | [ 23 ]                                             |
| 28 maggio 2006   | 15 maggio 2011   | Sandro Serreli         | DS, DL, Socialisti Uniti, PRC, PSd'Az, PdCI | Sindaco     | [ 24 ]                                             |
| 15 maggio 2011   | 5 giugno 2016    | Maria Barbara Pusceddu | PD, UDC, FLI, PSd'Az, RS | Sindaco     | [ 25 ]                                             |
| 5 giugno 2016    | 1º dicembre 2018 | Matteo Aledda          | SEL, CD, Matteo Aledda Sindaco (civica), Partito dei Sardi, #ProSinnia (civica), RossoMori, PSd'Az                                                    | Sindaco     | Deceduto durante il mandato                        |
| 1º dicembre 2018 | 16 giugno 2019   | Katiuscia Concas       | SEL, CD, Matteo Aledda Sindaco (civica), Partito dei Sardi, #ProSinnia (civica), RossoMori, PSd'Az                                                    | Vicesindaco | Reggente dopo il decesso del sindaco Matteo Aledda |
| 16 giugno 2019   | 10 giugno 2024   | Tarcisio Anedda        | PD, Insieme per Sinnai (civica), Sinnai Presente e Futuro (civica), Centro Popolare Sinnai (civica), Democrazia Comune (civica)                       | Sindaco     |                                                    |
| 10 giugno 2024   | in carica        | Maria Barbara Pusceddu | Centro Popolare Sinnai (civica), Movimento 5 Stelle-Alleanza Verdi e Sinistra, Orizzonte in comune (civica), P Progressisti, PD, Sinnai 360° (civica) | Sindaco     |                                                    |

### Gemellaggi
- Tempio Pausania
- Armungia
- Bovolone
- Foza
- Asiago

## Sport

### Eventi sportivi
Per quanto riguarda l'automobilismo, l'evento principale è la cronoscalata San Gregorio-Burcei.

### Calcio
Il Sinnai Calcio a 11 milita nella stagione 2024/2025 nel campionato di Seconda Categoria. È presente anche la Sinnai Calcio a 5.